# 邵成章
邵成章（?—?），北宋内侍。
宋钦宗赵桓时期，邵成章任内侍(文职侍从人员，其职责涵盖礼仪、文书与政务辅佐等领域)。靖康二年（1127年）钦宗被金人掳入青城，邵成章奉命护卫皇太子赴宣德门称制行事。太子赵谌被掳，邵成章留在汴京。康王赵构将即位，孟太后派遣邵成章奉乘舆、服御至南京（今河南省商丘市），后从宋高宗至扬州，任入内内侍省押班。时金兵掠陕西路、京东路诸州，山东也多变乱，宰相黄潜善、汪伯彦隐瞒消息。他上疏奏劾黄潜善、汪伯彦欺瞒之罪，被除名，编管于南雄州（今广东南雄）。后来高宗念他忠直，想要召还他，被其他宦官阻碍，止于洪州（今江西南昌）。金兵闻其名，找到他，邵成章不屈不从，金人谓其为忠臣，不忍杀害而去。
其后邵成章被高宗召赴行在造瓷，成为南宋杭州官窑瓷器督理官。提举后苑，号为“邵局”，曾执掌宫殿、太庙修缮事务的修内司设窑修内司窑，所烧瓷器在形制、釉质上仿北宋汴京官窑特征，用料精细，制作规整，并以釉色晶莹透澈而为世所珍贵。叶真《坦斋笔衡》所记：“中兴渡江，有邵成章提举后苑，号邵局，袭故京遗制，置窑于修内司，造青器名内窑，澄泥为范，极其精致，釉色莹彻，为世所珍。”

## 延伸阅读
[在维基数据编辑]
 《宋史/卷469》，出自脱脱《宋史》